# العلاقات الأيرلندية الفرنسية
العلاقات الأيرلندية الفرنسية هي العلاقات الثنائية التي تجمع بين جمهورية أيرلندا وفرنسا.

## مقارنة بين البلدين
هذه مقارنة عامة ومرجعية للدولتين:
| وجه المقارنة                                              | جمهورية أيرلندا                                       | فرنسا                                                    |
| --------------------------------------------------------- | ----------------------------------------------------- | -------------------------------------------------------- |
| المساحة (كم2)                                             | 70.27 ألف                                             | 643.80 ألف                                               |
| عدد السكان (نسمة)                                         | 4.76 مليون                                            | 67.12 مليون                                              |
| الكثافة السكانية (ن./كم²)                                 | 67.74                                                 | 104.26                                                   |
| العاصمة                                                   | دبلن                                                  | باريس                                                    |
| اللغة الرسمية                                             | اللغة الأيرلندية، لغة إنجليزية، الإنجليزية الأيرلندية | لغة فرنسية                                               |
| العملة                                                    | جنيه أيرلندي، يورو، عملات اليورو الأيرلندية           | يورو، فرنك س ف ب، فرنك فرنسي، Livre tournois ‏            |
| الناتج المحلي الإجمالي (بليون دولار)                      | 333.73 مليار                                          | 2.58 تريليون                                             |
| الناتج المحلي الإجمالي (تعادل القوة الشرائية) بليون دولار | 318.16 مليار                                          | 2.87 تريليون                                             |
| الناتج المحلي الإجمالي الاسمي للفرد دولار أمريكي          | 61.13 ألف                                             | 36.20 ألف                                                |
| الناتج المحلي الإجمالي للفرد دولار أمريكي                 |                                                       | 39.33 ألف                                                |
| مؤشر التنمية البشرية                                      | 0.916                                                 | 0.888                                                    |
| رمز المكالمات الدولي                                      | +353                                                  | +33                                                      |
| رمز الإنترنت                                              | .ie                                                   | .fr، .bzh ‏، .tf، .re، .wf، .yt، .pm، .paris              |
| المنطقة الزمنية                                           | 00، ت ع م+01:00، أوروبا/دبلن ‏                         | أوروبا/باريس ‏، توقيت وسط أوروبا، توقيت وسط أوروبا الصيفي |

## مدن متوأمة
في ما يلي قائمة باتفاقيات التوأمة بين مدن أيرلندية وفرنسية:
- ترتبط Fermoy [الإنجليزية]‏ مع Ploemeur [الإنجليزية]‏ باتفاقية توأمة.
- ترتبط وترفورد مع سانت اربلن باتفاقية توأمة.
- ترتبط دروغيدا مع سان ماندي باتفاقية توأمة منذ 9 سبتمبر 2011.
- ترتبط بوندوران مع غرانفيل باتفاقية توأمة.
- ترتبط Maynooth [الإنجليزية]‏ مع Canet-en-Roussillon [الإنجليزية]‏ باتفاقية توأمة.
- ترتبط Clonakilty [الإنجليزية]‏ مع شاتولن باتفاقية توأمة.
- ترتبط Arklow [الإنجليزية]‏ مع شاتودون باتفاقية توأمة.
- ترتبط Macroom [الإنجليزية]‏ مع Bubry [الإنجليزية]‏ باتفاقية توأمة.
- ترتبط Buncrana [الإنجليزية]‏ مع Fréhel, Côtes-d'Armor [الإنجليزية]‏ باتفاقية توأمة.
- ترتبط تيبيراري مع Parthenay [الإنجليزية]‏ باتفاقية توأمة.
- ترتبط كيلدير مع دوفيل باتفاقية توأمة.
- ترتبط Ballina, County Mayo [الإنجليزية]‏ مع أثيس مونس باتفاقية توأمة.
- ترتبط Kilrush [الإنجليزية]‏ مع Plouzané [الإنجليزية]‏ باتفاقية توأمة.
- ترتبط Headford [الإنجليزية]‏ مع Le Faouët, Morbihan [الإنجليزية]‏ باتفاقية توأمة.
- ترتبط أثلون مع شاتوبريانت باتفاقية توأمة.
- ترتبط Killorglin [الإنجليزية]‏ مع Plouha [الإنجليزية]‏ باتفاقية توأمة.
- ترتبط Dún Laoghaire [الإنجليزية]‏ مع بريست باتفاقية توأمة منذ 1984.
- ترتبط دبلن مع شاتودون باتفاقية توأمة.
- ترتبط كلونمل [الإنجليزية]‏ مع Eysines [الإنجليزية]‏ باتفاقية توأمة.
- ترتبط غالواي مع لوريان باتفاقية توأمة منذ 1997.
- ترتبط Kinsale [الإنجليزية]‏ مع أنتيب باتفاقية توأمة.
- ترتبط Leixlip [الإنجليزية]‏ مع بريسوير باتفاقية توأمة.
- ترتبط سلايغو مع كروزون باتفاقية توأمة منذ 1990.
- ترتبط Rathcoole, County Dublin [الإنجليزية]‏ مع École-Valentin [الإنجليزية]‏ باتفاقية توأمة.
- ترتبط ويكسفورد مع كويرون [الإنجليزية]‏ باتفاقية توأمة.
- ترتبط Crosshaven [الإنجليزية]‏ مع Pleumeur-Bodou [الإنجليزية]‏ باتفاقية توأمة.
- ترتبط كوف مع بلويرميل باتفاقية توأمة.
- ترتبط Newcastle West [الإنجليزية]‏ مع Chartres-de-Bretagne [الإنجليزية]‏ باتفاقية توأمة.
- ترتبط Wicklow [الإنجليزية]‏ مع مونتيني لو بريتانيو باتفاقية توأمة.
- ترتبط ليمريك مع كامبار باتفاقية توأمة منذ 1990.
- ترتبط كورك مع رين باتفاقية توأمة منذ 1982.
- ترتبط Castlebar [الإنجليزية]‏ مع أوري (فرنسا) باتفاقية توأمة.
- ترتبط Carlow [الإنجليزية]‏ مع دول (فرنسا) باتفاقية توأمة.
- ترتبط Rush, County Dublin [الإنجليزية]‏ مع Gourin [الإنجليزية]‏ باتفاقية توأمة.
- ترتبط Bray, County Wicklow [الإنجليزية]‏ مع بيجل (بلدية فرنسية) باتفاقية توأمة منذ 1999.
- ترتبط Carrick-on-Shannon [الإنجليزية]‏ مع Cesson-Sévigné [الإنجليزية]‏ باتفاقية توأمة.

## منظمات دولية مشتركة
يشترك البلدان في عضوية مجموعة من المنظمات الدولية، منها:
| علم المنظمة | اسم المنظمة                               | تاريخ انضمام جمهورية أيرلندا | تاريخ انضمام فرنسا |
| ----------- | ----------------------------------------- | ---------------------------- | ------------------ |
|             | وكالة الفضاء الأوروبية                    | ?                            | 30 أكتوبر 1980     |
|             | بنك التنمية الآسيوي                       | 2006                         | 1970               |
|             | الاتحاد الأوروبي                          | 1973                         | 25 مارس 1957       |
|             | وكالة ضمان الاستثمار متعدد الأطراف        | 27 أكتوبر 1989               | 28 ديسمبر 1989     |
|             | منظمة التعاون الاقتصادي والتنمية          | ?                            | 7 أغسطس 1961       |
|             | الأمم المتحدة                             | 14 ديسمبر 1955               | 24 أكتوبر 1945     |
|             | الوكالة الدولية للطاقة                    | ?                            | ?                  |
|             | الفريق المعني برصد الأرض                  | ?                            | ?                  |
|             | منظمة حظر الأسلحة الكيميائية              | ?                            | ?                  |
|             | منظمة التجارة العالمية                    | ?                            | 1995               |
|             | مجموعة أستراليا                           | 1985                         | 1985               |
|             | منظمة الشرطة الجنائية الدولية             | ?                            | ?                  |
|             | منظمة الأمن والتعاون في أوروبا            | 25 يونيو 1973                | 25 يونيو 1973      |
|             | مؤسسة التنمية الدولية                     | 22 ديسمبر 1960               | 30 ديسمبر 1960     |
|             | نظام تحكم تكنولوجيا القذائف               | 1992                         | 1987               |
|             | يونسكو                                    | 3 أكتوبر 1961                | 4 نوفمبر 1946      |
|             | مجلس أوروبا                               | ?                            | 5 مايو 1949        |
|             | الاتحاد البريدي العالمي                   | ?                            | ?                  |
|             | البنك الدولي للإنشاء والتعمير             | 8 أغسطس 1957                 | 27 ديسمبر 1945     |
|             | المنظمة الهيدروغرافية الدولية             | ?                            | ?                  |
|             | الاتحاد الدولي للاتصالات                  | 8 ديسمبر 1923                | 1866               |
|             | مؤسسة التمويل الدولية                     | 11 سبتمبر 1958               | 20 يوليو 1956      |
|             | المنظمة الأوروبية لسلامة الملاحة الجوية   | 1965                         | 1960               |
|             | المركز الدولي لتسوية المنازعات الاستشارية | 7 مايو 1981                  | 20 سبتمبر 1967     |
|             | السوق الأوروبية المشتركة                  | 1973                         | 1957               |
|             | مجموعة الموردين النوويين                  | ?                            | ?                  |

## أعلام
هذه قائمة لبعض الشخصيات التي تربطها علاقات بالبلدين:
- آلان رولان (لاعب رغبي أيرلندي، 22 أغسطس 1966 – )
- توماس مولينكس (1531 – 1597)
- جيمس كوزينز (22 يوليو 1873[25] – 20 فبراير 1956[25])
- صمويل بيكيت (13 أبريل 1906[26][27][28] – 22 ديسمبر 1989[26][27][28])
- فرانسيس بوفورت (27 مايو 1774[29] – 17 ديسمبر 1857[29][30])

## وصلات خارجية
- موقع وزارة الخارجية الأيرلندية
- موقع وزارة الخارجية الفرنسية